# Fausse alerte nucléaire soviétique de 1983
La fausse alerte nucléaire soviétique de 1983 est un incident survenu le 26 septembre 1983 en URSS qui aurait pu  déclencher une guerre nucléaire entre l'URSS et les États-Unis.

## Historique
Dans la nuit du dimanche 25 au lundi 26 septembre 1983, Stanislav Petrov était l'officier de garde sur la base d'alerte stratégique de la force de défense anti-aérienne soviétique de Serpoukhov-15, située dans le village de Kourilovo (en), dans l'oblast de Kalouga à une centaine de kilomètres au sud de Moscou. Cette base était chargée de recueillir les informations des satellites soviétiques surveillant d'éventuels tirs de missiles nucléaires contre l'Union soviétique. À minuit quinze, heure de Moscou, le système informatique d'alerte anti-missiles Krokus du SPRN (Sistemi Predouprejdienia o Raketnom Napadienii, système d'alerte en cas d'attaque par missile) indiqua un, puis quatre nouveaux tirs de missiles balistiques intercontinentaux Minuteman III en provenance de la Malmstrom Air Force Base, aux États-Unis. Ces tirs avaient été détectés par le satellite d'alerte précoce Cosmos 1382, de type Oko.
Stanislav Petrov ne disposa que de quelques instants pour analyser la situation. Devant le faible nombre de missiles détectés, il désobéit à la procédure et indiqua à ses supérieurs qu'il s'agissait selon lui d'une fausse alerte. Son avis fut suivi et permit ainsi d'éviter une riposte soviétique qui aurait pu être le point de commencement d'un conflit nucléaire ouvert. 
Par la suite, un diagnostic des systèmes soviétiques mit en cause le logiciel embarqué par les satellites, qui a fait une interprétation erronée de la réflexion des rayons du Soleil sur les nuages, confondue avec le dégagement d'énergie au décollage de missiles.

## Postérité
Cet incident est le sujet du documentaire Guerre froide : L'Homme qui sauva le monde (2014).